# San Vito (Casaloldo)
San Vito è una frazione del comune di Casaloldo, in provincia di Mantova, distante 3 km dal capoluogo e a nord-ovest da esso.

## Storia
Una lunga controversia, tra i secoli XV, XVI e XVII, coinvolse i possessori e gli abitanti della contrada di San Vito, le comunità di Castel Goffredo, Casaloldo ed Asola per la definizione della giurisdizione – sia civile che religiosa – su un territorio di circa 500 biolche di terreno e undici case, dimora tra i 31 e i 42 abitanti. Quel territorio si estendeva intorno all'omonimo oratorio di San Vito, sino alla località Ponticelli, posto al confine tra il Mantovano e l'Asolano, termine fra due stati indipendenti ed autonomi, quello dei Gonzaga e quello veneziano, e fra la diocesi di Brescia e quella che sarebbe poi divenuta l'Abbazia di Asola.
La contrada di San Vito fu definitivamente aggregata a Casaloldo nel 1637 a seguito di una convenzione fra il duca di Mantova – da cui dipendeva Castel Goffredo - e la Repubblica di Venezia – da cui dipendeva l'Asolano e quindi Casaloldo -

## Monumenti e luoghi d'interesse

### Oratorio dei Santi Vito, Modesto, Crescenzia
Di particolare interesse è l'Oratorio dei Santi Vito, Modesto, Crescenzia, detto Madonna di San Vito, risalente al XVI secolo.
La chiesa è aperta al pubblico e visitabile in occasione di funzioni liturgiche di carattere mariano tenute dalla parrocchia di Casaloldo. La casa è gestita dagli scout.